# غسل تعمید مسیح (داوینچی)
غسل تعمید مسیح (به انگلیسی: The Baptism of Christ) نام یکی از آثار شناخته شدهٔ لئوناردو دا وینچی و آندرئا دل وروکو بوده است. این نقاشی در سال ۱۴۷۵ میلادی به اتمام رسیده است. ابعاد این تابلو ۱۵۱×۱۷۷ سانتی‌متر مربع است.

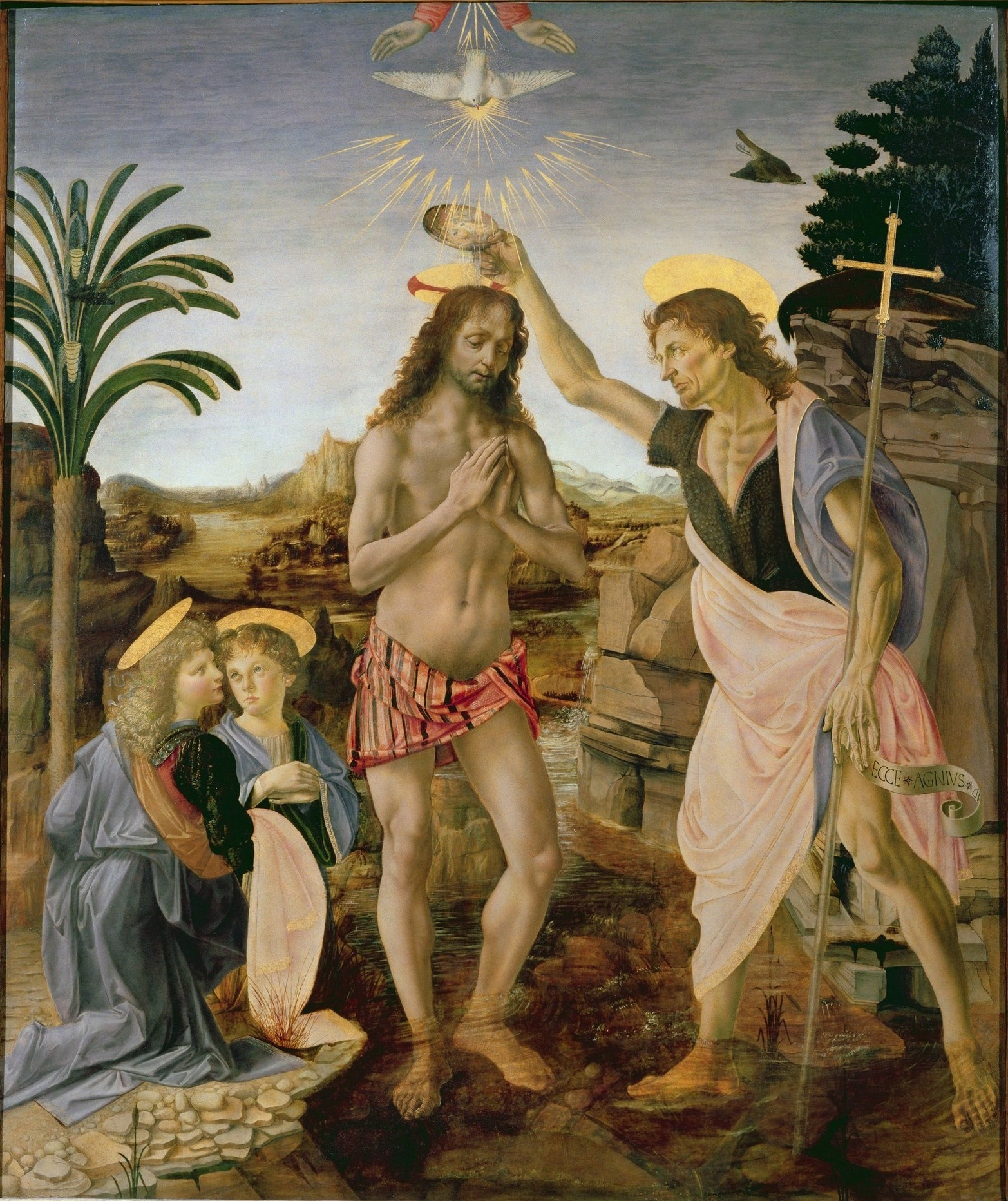
نقاشی غسل تعمید مسیح به ابعاد ۱۵۱×۱۷۷